# Denis O'Hare
Pour les articles homonymes, voir O'Hare.

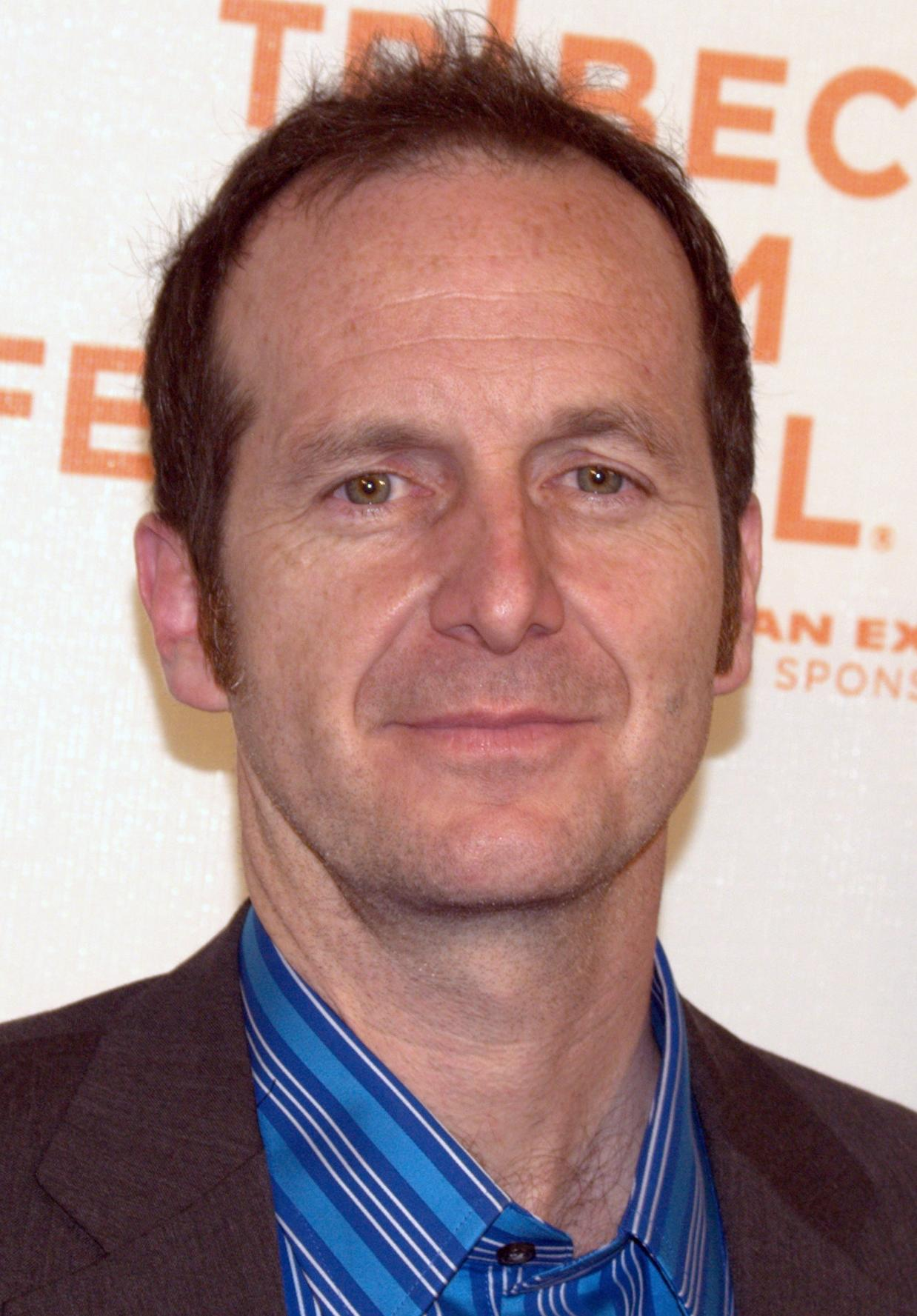
Denis O'Hare au Festival du film de Tribeca en 2009.

Denis O'Hare, né le 17 janvier 1962 à  Kansas City dans le  Missouri est un acteur américain ayant remporté plusieurs Tony Awards.
Il est principalement connu pour avoir incarné de multiples personnages dans la série d'anthologie horrifique American Horror Story.

## Biographie
O'Hare, d'origine irlandaise, est né à Kansas City, Missouri, et a grandi dans la banlieue de Détroit, à Southfield et Bloomfield Hills. Il est le fils de Margaret Karene (née Kennedy) et de John M. O'Hare. Il a trois sœurs nommées Pam, Patrica et Kathleen, et un frère, Michael. Sa mère est musicienne, il grandit en jouant de l'orgue à l'église.
À l'âge de 15 ans, il déménage à Escadre Lake. Adolescent, il est dans la chorale de son école et en 1974, il se rend à sa première audition, décrochant un petit rôle dans les chœurs d'une pièce musicale montée par un théâtre communautaire, Show Boat.
En 1980, il part pour Chicago dans le but d'étudier le théâtre à l'université Northwestern. Il révèle son homosexualité au lycée.

## Carrière
O’Hare remporte le Tony Award « de la meilleure performance dans un second rôle au théâtre » pour son apparition dans Take Me Out de Richard Greenberg, où les grands monologues de son personnage, qui développe une passion pour le baseball, ont été déterminants pour sa nomination. Il a également remporté l’édition de 2005 du Drama Desk Award pour « sa performance époustouflante dans une comédie musicale » avec son rôle d’Oscar Lindquist dans la reprise de Sweet Charity. 
En 2004, il interprète Charles J. Guiteau dans la production de Broadway des Assassins de Stephen Sondheim, pour lequel il a été nommé dans la catégorie de « la Meilleure Performance par un second rôle dans une comédie musicale ». Il a perdu face à Michael Cerveris qui jouait quant à lui John Wilkes Booth. Avant d'apparaître dans ces spectacles, il est apparu à Broadway dans la reprise de 1998 de Cabaret, dans lequel il joue Ernst Ludwig, et de la clarinette dans l'orchestre de l'émission Kit Kat Band.
O'Hare est présent lors de la présentation Halmark Hall of Fame de Saint Maybe.
Il apparaît en tant qu'invité dans plusieurs épisodes de New York, police judiciaire et de ses spin-offs, New York, unité spéciale et New York, section criminelle.
On peut également l'apercevoir dans The Anniversary Party, 21 Grammes, Garden State, Déraillé, Michael Clayton, A Mighty Heart, Half Nelson, et Harvey Milk.
Il est, en 2007, au casting du film La Guerre selon Charlie Wilson.
En 2008, il est présent dans plusieurs épisodes de Brothers & Sisters. La même année, il incarne le docteur Jonathan Steele, un psychiatre corrompu et sadique dans le film L'Échange.
O'Hare interprète en 2009 Phillip Steele dans un biopic sur Quentin Crisp intitulé An Englishman in New York.
En 2009, il apparait dans le rôle récurrent du juge Charles Abernathy dans la série The Good Wife.
En 2010, on peut le voir dans le thriller Hors de contrôle. La même année, O'Hare rejoint le casting de la troisième saison de la série True Blood où il incarne Russell Edgington, le roi des vampires du Mississippi.
O'Hare joue le Boulanger dans la pièce musicale Into the Woods de Stephen Sondheim durant l'année 2012.
Depuis 2011, il prête ses traits à de multiples personnages pour la série d'anthologie horrifique American Horror Story : Larry Harvey dans la première saison, Spalding dans la troisième en 2013, Stanley dans la quatrième en 2014, Nick « Liz Taylor » Pryor dans la cinquième en 2015 et William van Henderson (jouant lui-même un autre personnage, le docteur Elias Cunningham) dans la sixième saison en 2016.
O'Hare est également à l'affiche de la première saison de la série américaine This Is Us en 2016. Il y incarne Jessie, l'ami de William.
Le 21 mars 2021, il fait son grand retour dans la saison 10 d'American Horror Story après 3 ans absences dans la série.
En 2022 il est membre du jury de la compétition lors du 5e Festival Canneseries, présidé par la française Fanny Herrero.

## Vie privée
O'Hare a épousé son mari, Hugo Redwood, le 28 juin 2011. Le couple a un fils adoptif, Declan.

## Théâtre
- 1992 : Hauptmann : Richard Hauptmann
- 1995 : Racing Demon : Ewan Gilmour
- 1998-2004 : Cabaret : Ernst Ludwig
- 2001 : Major Barbara : Adolphus Cusins
- 2003-2004 : Take Me Out : Mason Marzac
- 2004 : Assassins : Charles Guiteau
- 2005 : Sweet Charity : Oscar Lindsquit
- 2007 : Inherit the Wind : E. K. Hornbeck
- 2010 : Elling : Elling
- 2012 : Into the Woods : le Boulanger
- 2014 : An Iliad

## Filmographie

### Cinéma

#### Films
- 1997 : St. Patrick's Day : Russell
- 1998 : River Red : Le père
- 1999 : Sweet and Lowdown : Jake
- 2001 : The Anniversary Party : Ryan Rose
- 2003 : 21 Grammes : Docteur Rothberg
- 2004 : Garden State : Albert (caméo)
- 2005 : Dérapage : Jerry, l'avocat
- 2005 : Heights : Andrew
- 2006 : Stephanie Daley : Frank
- 2007 : Half Nelson : Jimbo
- 2007 : Rocket Science : Doyle Hefner
- 2007 : Un cœur invaincu : John Bussey
- 2007 : Trainwreck: My Life as an Idiot: Mike
- 2007 : Michael Clayton : M. Greer
- 2007 : Awake : Un analyste financier
- 2008 : Les Babysitters : Stan Lyner, le père de Shirley
- 2008 : La Guerre selon Charlie Wilson : Harold Holt
- 2008 : Pretty Bird : Chuck Stutters
- 2008 : Baby Mama : Docteur Manheim
- 2008 : L'Échange : Docteur Jonathan Steele
- 2008 : En quarantaine : Randy
- 2008 : Harvey Milk : John Briggs
- 2009 : La Proposition : M. Gilbertson
- 2009 : Duplicity : Duke Monahan
- 2009 : An Englishman in New York : Phillip Steele
- 2009 : Brief Interviews with Hideous Men : Sujet #3
- 2010 : Hors de contrôle : Moore
- 2011 : L'Aigle de la Neuvième Légion : Centurion Lutorius
- 2011 : J. Edgar : Albert S. Osborne
- 2013 : C.O.G. : Jon
- 2013 : Dallas Buyers Club : Dr Sevar
- 2014 : The Judge : Doc Morris
- 2014 : The Town That Dreaded Sundown : Charles B. Pierce
- 2014 : The Pyramid : Docteur Miles Holden
- 2016 : Army of One : Agent Doss
- 2016 : Novitiate : Archbishop McCarthy
- 2017 : Allure : William
- 2018 : Lizzie de Craig William Macneill
- 2019 : Le Chardonneret (The Goldfinch)  de John Crowley : Lucius Reeve
- 2019 : Swallow de Carlo Mirabella-Davis
- 2019 : Late Night de Nisha Ganatra : Brad
- 2020 : Effacer l'historique de Gustave Kervern et Benoît Delépine : le millionnaire américain
- 2024 : Largo Winch : Le Prix de l'argent d'Olivier Masset-Depasse : Dwight Cochrane

### Télévision

#### Téléfilms
- 1998 : Saint Maybe : Révérend Emmett
- 2000 : Hamlet : Osric
- 2005 : Angel Rodriguez : Henry
- 2005 : Once Upon a Mattress : Prince Dauntless
- 2008 : The Tower : Richard March
- 2009 : Maggie Hill : Milo Marcus
- 2014 : The Normal Heart : Hiram Keebler

#### Séries télévisées
- 1993 : New York, police judiciaire : Harold Morrissey (saison 4, épisode 2)
- 1993 : The Young Indiana Jones Chronicles : Keating (1 épisode)
- 1994 : New York Undercover : Carson (1 épisode)
- 1995 : The Wright Verdicts : Doyle (1 épisode)
- 1996 : New York, police judiciaire : James Smith (saison 6, épisode 21)
- 1997 : New York, police judiciaire : Phil Christie (saison 8, épisode 5)
- 2000 : New York, unité spéciale : Jimmy Walp (saison 1, épisode 16)
- 2001 : Tribunal central : Lou (trois épisodes)
- 2003 : New York, police judiciaire : Père Richard Hogan (saison 13, épisode 12)
- 2006 : Justice : Larry Bowers (1 épisode)
- 2007 : American Experience : Henry Lee (1 épisode)
- 2007 : Les Experts : Tom Michaels (1 épisode)
- 2007 : Brothers and Sisters : Travis March (12 épisodes)
- 2007 : New York, section criminelle : Père Chris Shea (saison 7, épisode 21)
- 2007 : Les Experts : Tom Michaels (saison 8)
- 2009 : Bored to Death : Docteur David Worth (1 épisode)
- 2009-2016 : The Good Wife : Juge Charles Abernathy
- 2009 : Les Experts : Miami : Evan Talbot (3 épisodes)
- 2009 : American Experience : Benjamin Latrobe (1 épisode)
- 2010 : True Blood : Russell Edgington (20 épisodes)
- 2011 : American Horror Story: Murder House : Larry Harvey (saison 1)
- 2013 : New York, unité spéciale : Père Chris Shea  (saison 14, épisode 10)
- 2013 : American Horror Story: Coven : Spalding (saison 3)
- 2014 : Rake : Graham Murray (1 épisode)
- 2014-2015 : American Horror Story: FreakShow : Stanley (saison 4)
- 2015 : Banshee : Agent Spécial Robert Phillips (1 épisode)
- 2015 : The Comedians : Denis Grant (5 épisodes)
- 2015-2016 : American Horror Story: Hotel : Nick « Liz Taylor » Pryor (saison 5)
- 2016 : American Horror Story: Roanoke : Dr Elias Cunningham / William van Henderson (saison 6)
- 2016 : This is Us : Jessie, l'ami de William (saisons 1 et 3)
- 2017 : When We Rise : Jim Foster (en) (saison 1, épisode 1)
- depuis 2017 : The Good Fight : Juge Charles Abernathy
- 2019 : Big Little Lies : Ira Farber
- 2021 : American Gods : Dr Tyrell / Tyr
- depuis 2021 : The Nevers : Dr Edmund Hague
- 2021 : American Horror Story: Double Feature : Holden Vaughn (saison 10 - première partie)
- 2022 : American Horror Stories : Mr. Samuel Van Wirt (saison 2, épisode 1)
- 2022 : American Horror Story: NYC : Henry Grant (saison 11)
- 2023 : American Horror Story: Delicate : Dr Andrew Hill (saison 12)

## Voix françaises
| - Nicolas Marié dans : - Brothers and Sisters (série télévisée) - Les Experts : Miami (série télévisée) - Hors de contrôle - The Good Wife (série télévisée) - True Blood (série télévisée) - American Horror Story (série télévisée) - L'Aigle de la Neuvième Légion - New York, unité spéciale (série télévisée, 1re voix) - The Normal Heart (téléfilm) - The Comedians (en) (série télévisée) - When We Rise (série télévisée) - This Is Us (série télévisée) - The Good Fight (série télévisée) - Private Life - Big Little Lies (série télévisée) - Le Jour viendra où... - Bons Baisers du tueur (The Postcard Killings) - American Gods (série télévisée) - The Nevers (série télévisée) - Guy Chapellier dans : - New York, police judiciaire (série télévisée) - New York, unité spéciale (série télévisée, 2e voix) | - Éric Legrand dans : - Garden State - Les Babysitters - Régis Lang dans : - Michael Clayton - Harvey Milk Et aussi - Stéphane Ronchewski dans 21 Grammes - Laurent Mantel dans Les Experts (série télévisée) - Roland Timsit dans Dérapage - Renaud Marx dans La Guerre selon Charlie Wilson - Jean-Luc Kayser dans L'Échange - Patrice Dozier dans New York, section criminelle (série télévisée) - Serge Faliu dans Baby Mama - Bruno Georis dans Pretty Bird - Mathieu Lagarrigue dans Harvey Milk - Pascal Germain dans La Proposition - Pierre-François Pistorio dans Duplicity - Philippe Bellay dans J. Edgar - Tony Joudrier dans Dallas Buyers Club - Pierre Laurent dans Le Juge - Richard Darbois dans Pyramide - Arnaud Arbessier dans Trying (série télévisée) - Franck Dacquin dans Largo Winch : Le Prix de l'argent |

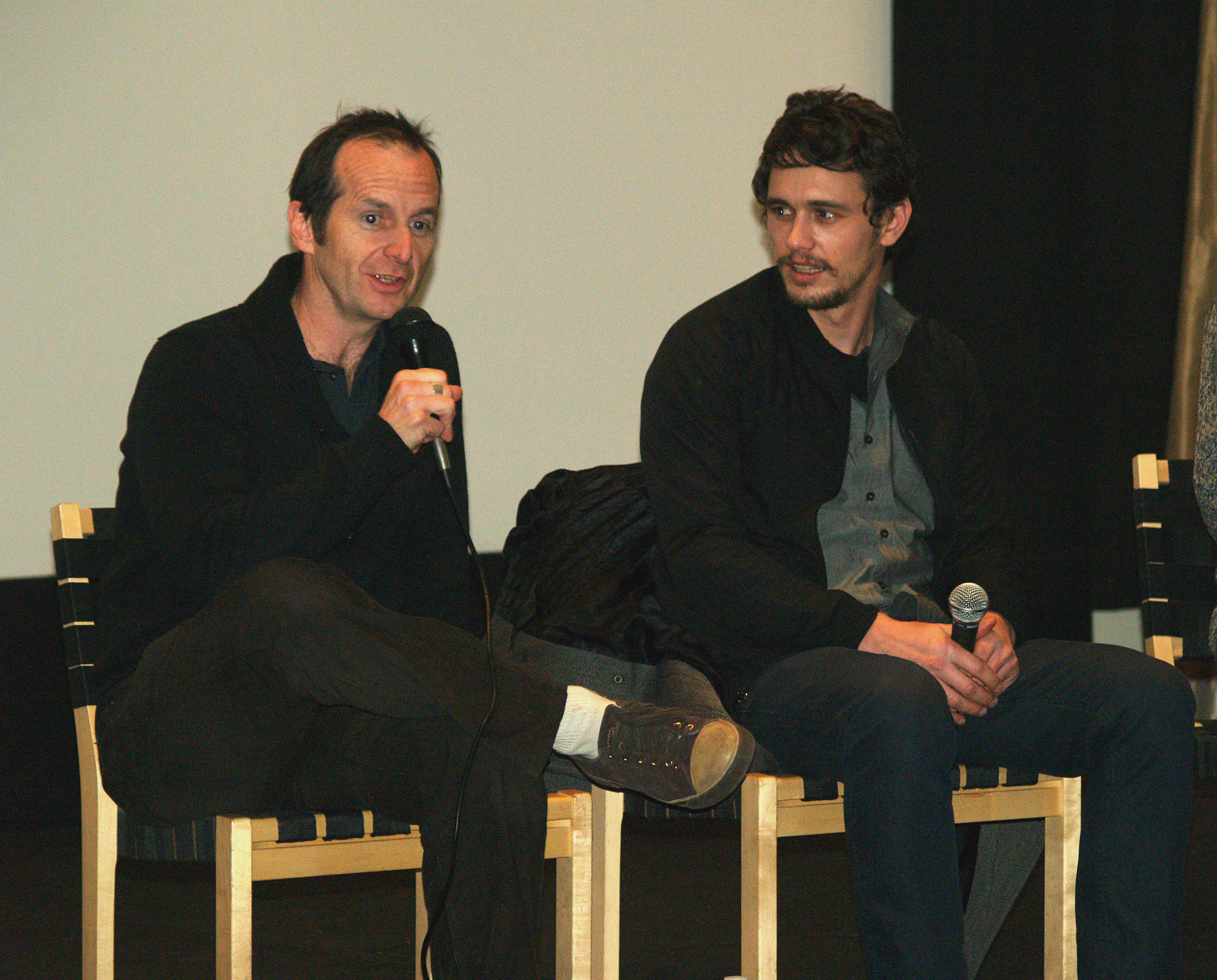
O'Hare et James Franco parlant de leur rôle en 2008 dans le film de Gus Van Sant Harvey Milk, et du thème de Harvey Milk.